# Dudy Noble Field at Polk–DeMent Stadium
Le Dudy Noble Field at Polk–DeMent Stadium, dit Dudy Noble Field, est un stade de baseball de 13 000 places situé à Starkville dans l'État du Mississippi. Il est officiellement inauguré le 3 avril 1967. C'est le domicile des Bulldogs de Mississippi State, club de baseball de l'université d'État du Mississippi. 
Le stade a été nommé ainsi en l'honneur de Dudy Noble (en) (ancien joueur, entraîneur et directeur sportif des Bulldogs durant les années 1910 et 1960), de Ron Polk (en) (ancien entraîneur des Bulldogs de 1976 à 1997, puis de 2002 à 2008) et de Gordon DeMent (un homme d'affaires et fan des Bulldogs).

## Histoire
La rencontre inaugurale se déroule le 3 avril 1967, les Bulldogs de Mississippi State affrontent les Titans de l'IWU. Les Bulldogs remportent la rencontre par un score de 5-3. Puis, en 1987, la tribune est détruite et reconstruite. Le 27 avril 1998, le stade est renommé Dudy Noble Field at Polk-DeMent Stadium. 
Le record d'affluence du stade est établi, le 12 avril 2014, avec 15 586 spectateurs lors d'une rencontre entre les Bulldogs de Mississippi State et les Rebels d'Ole Miss. C'est le record d'affluence d'une rencontre universitaire de baseball sur un campus de la NCAA. Puis, le 16 avril 2016, devant une foule de 15 078 spectateurs, les Bulldogs perdent contre les Aggies du Texas. 
Entre 2017 et 2019, le stade est détruit et reconstruit pour la deuxième fois,. Pour la saison 2018, le stade sera à trois quarts de sa capacité car le niveau supérieur n'est pas encore terminé. La reconstruction a coûté 55 millions de dollars.

## Galerie

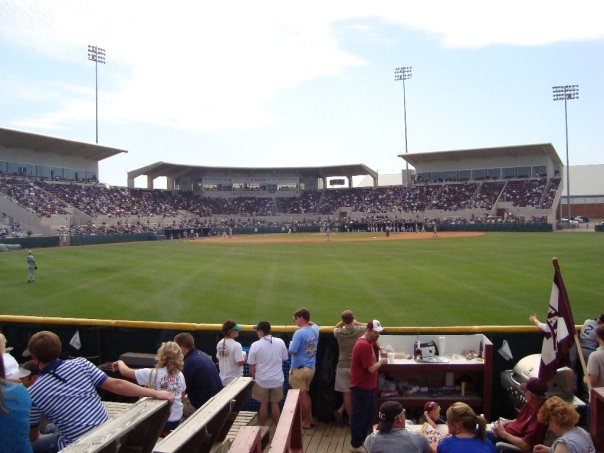
Intérieur de l'ancien stade